# 北垣敏男
北垣 敏男（きたがき としお、1922年12月13日 - 2016年2月28日）は、日本の物理学者。東北大学名誉教授。専門は、高エネルギー物理学。理学博士。世界に於ける高エネルギー加速器研究に関する第一人者。

## 概要
大阪大学理学部物理学科卒業。現、東北大学名誉教授。
日本において加速器研究に関する第一人者で、泡箱による実験や機能分離型強収斂加速器（separated-function strong-focusing lattice used in the Main Ring）並びに段階加速カスケード方式の考案が有名である。
1950年代当時は米国ブルックヘブン国立研究所の3GeVコスモトロン加速器が世界最大であったが、上記の発明により100GeV以上の加速器が可能になった。以降、世界全ての大型加速器はこの方式になっている。
1953年に、米国で初めて3GeV陽子加速器（COSMOTRON）（1GeV=10億電子ボルト）が稼働して、それまで、宇宙線に見られたK中間子やΣ粒子などが人工的に作られた。これを機に、新粒子を生成して物質の基本構造の解明をする素粒子研究においては、より高エネルギーの加速器の開発・建設が喫緊の課題となり、欧米露の多数の研究所が争って大型予算を計上して10GeV級の加速器建設を進めた。当時の日本は終戦後の復興期で困難な状況ではあったが、1950年代になり東京大学原子核研究所が設置され、ようやく日本の原子核研究が本格的に始められるようになったばかりであった。しかしながら、当時の大型円形粒子加速器（Synchrotron）は、加速粒子ビームの偏向と収束の機能を一つの電磁石に持たせた加速方式「機能結合型弱収斂法」（Combined-function weak-focusing）が主流であり、高エネルギー加速器の設計が難しく、また、加速器の主体を成す電磁石の総重量も巨大になり、その建設には巨額を要した。1952年、米国のE.Courant, J.Blewett らによって、ビームの収束と発散を交互にした「交互傾斜型強収斂法」（Alternate Gradient Strong focusing）の原理とともに、４極電磁石が発明されると、北垣は、円形加速器に於ける偏向と収束の機能を２極電磁石と４極電磁石で組み合わせ、ビーム調整、運転がより容易で設計自由度の多い加速方式「機能分離型強収斂法」（separate-function strong-focusing）を考案し、欧米の計画に先駆けて1953年には「100GeV以上の巨大加速器」を可能にする加速方式を提案した。当時、米国プリンストン大学では、新しい加速器を設計中で、北垣はこの提案が評価され客員教授とし招聘された。帰国後、日本の高エネルギー加速器将来計画を企画、1960年には、12GeV加速器と250-300GeV加速器を段階的に組み合わせたカスケード方式による「200GeV加速器」計画を検討、1962年に学術会議のもとに設置された原子核特別委員会へ大型加速器建設計画を提案した。しかし、「200GeV加速器」は当時の日本ではかなりの予算を要することと新しい研究所の設置を伴うことから、長期にわたって検討されたが進展せず、日本に於ける高エネルギー加速器建設計画は停滞した。しかし、最終的には、加速器規模が縮小されて12GeV陽子加速器として、1971年茨城県つくば市に創設された高エネルギー物理学研究所（現在の高エネルギー加速器研究機構）の陽子加速器として建設が開始された。北垣は、高エネルギー物理学研究所創設に向けて高エネルギー同好会（現・高エネルギー研究者会議）委員長として研究者の総意を集約するうえで指導的役割を果たした。この加速器計画にはカスケード方式が採択され、12GeV主リングには「機能分離型強収斂法」が採用された。日本における高エネルギー加速器建設計画の推移は、当時の人たちの回顧録的な資料が存在する。
一方、米国では、1967年にフェルミ国立加速器研究所（FNAL）が初めて「機能分離型強収斂法」を採用した200GeV大型陽子加速器を計画し、1972年に完成させている。それを1986年には、最高エネルギーの900GeV×900GeV陽子・反陽子衝突加速器（TEVATRON）に発展させている。それ以来、現在の世界最高エネルギーの7000GeV×7000GeV陽子・陽子衝突加速器（LHC）（欧州合同原子核研究機構（CERN））に至るまで、世界中のほとんどの大型加速器は、この方式を採用している。日本でも、茨城県つくば市にある高エネルギー加速器研究機構の30GeV×30GeV電子・陽電子衝突型加速器（TRISTAN）（これは電子・陽電子非対称衝突加速器（KEKB）に改良されてCP対称性の破れの検証実験（1999－2010年）に用いられた）。さらには茨城県東海村にある高エネルギー加速器研究機構・日本原子力研究開発機構のJ-PARC 50GeV陽子加速器にもこの方式が採用されている。
北垣は日本の高エネルギー物理研究の発展に関しても先導的役割をしている。1970年代当時、日本では世界的な高エネルギー加速器による実験ができなくとも素粒子物理研究を推進する手段として、1971年に東北大学に泡箱写真解析施設を創設した。CERNやFNALなどの世界の大型加速器研究所において大型泡箱・国際共同実験（ニュートリノ、チャーム粒子等の実験）を行い、泡箱写真解析による素粒子研究をすすすめ、国際的にも中心的役割を果たした。1986年にはニュートリノ物理（Neutrino 86）国際会議を仙台で主催した。この施設は現在、ニュートリノ科学研究センターに改編され世界のニュートリノ物理の研究をリードしている。
北垣は東北大学の停年後には一転して超冷中性子（千万分の２eV以下の極端に遅い中性子）を直接検出する半導体検出器の開発を行ない、グルノーブルの実験用原子炉で実験を行った。

## 経歴
- 1922年　京城にて生まれる。
- 1941年　京城中学卒。
- 1943年　第七高等学校造士館卒。
- 1946年　大阪大学理学部物理学科卒。大阪大学理学部副手。
- 1950年　大阪大学1.5MeVベータトロンの試作。
- 1952年　東北大学助教授
- 1952年　東北40MeV電子シンクロトロンの建設。
- 1953年　機能分離型強収斂加速器を考案。
- 1956年 「イオン光学に関する研究」により理学博士。
- 1956 - 1959年　米国プリンストン大学客員教授。
- 1960 - 1986年　東北大学教授
- 1960年　日本の加速器計画として、12GeV第1リングから300GeV第2リングへの段階加速カスケード方式の加速器を考案。
- 1965年　東北大学で日本初の泡箱写真を用いた素粒子研究を始める。
- 1970年　「泡箱写真による素粒子構造の実験的研究」：三菱財団自然科学研究助成を受ける。
- 1971年　東北大学理学部内に泡箱写真解析施設（現、ニュートリノ科学研究センター）を設立。
- 1975年　「100GeV領域における中間子-陽子反応の研究」：三菱財団助成を受ける。
- 1999年　勲三等旭日中綬章を叙勲。
- 2007年　高エネルギー加速器科学研究奨励会特別賞を受賞。
- 2016年　逝去